# Édouard Rodrigues
 (décembre 2021).
Si vous disposez d'ouvrages ou d'articles de référence ou si vous connaissez des sites web de qualité traitant du thème abordé ici, merci de compléter l'article en donnant les références utiles à sa vérifiabilité et en les liant à la section « Notes et références ».
Pour les autres membres de la famille, voir Famille Rodrigues-Henriques.
Abraham Édouard Rodrigues-Henriques, né le 24 juin 1796 à Bordeaux et mort à Paris le 29 juin 1878, est un financier, mélomane et philanthrope français.

## Biographie
Fils du banquier Benjamin Rodrigues (1769-1838) et de Nancy Robles, Édouard Rodrigues devient agent de change à Paris, associé dans sa charge à Ferdinand Moreau, qui suivra son frère Henry comme syndic des agents de change de la place de Paris.
Édouard Rodrigues est un important financier et saint-simonien. Associé-commanditaire de Pleyel, Wolff & Cie et de la société Ernest Goüin et Cie, vice-président de la Compagnie du chemin de fer de Paris à Saint-Germain,  il est également administrateur de la Compagnie des chemins de fer de l'Ouest, de la Société de construction des Batignolles, du Crédit mobilier, de la Caisse d'épargne, du Sous-comptoir des chemins de fer (Comptoir national d'escompte), etc.
Il acquiert pour 180 000 francs le château de Bois-Préau en 1853. Il en fait abattre les ailes et reconstruire la plus grande partie le corps central par son architecte Alfred-Louis Feydeau en 1854. Sur une parcelle du château, qu'il transmet à son gendre Gustave d'Eichthal, est construit le château des Fossés (domaine de Vert-Mont).
Il crée une bibliothèque pour les pauvres de Rueil, tandis que son épouse finance une crèche de vingt berceaux, devenue aujourd'hui crèche municipale sous son nom. UneRue Sophie Rodrigues est également baptisée en son honneur.

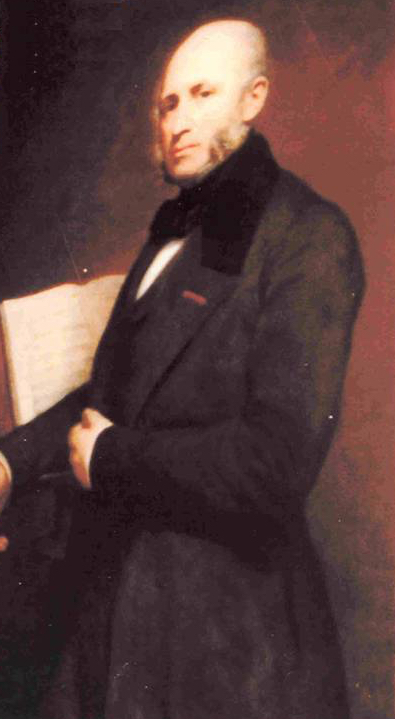
Portrait d'Édouard Rodrigues, par Ary Scheffer.

Mélomane, Rodrigues est vice-président de la commission de l'enseignement musical en France et soutient également financièrement beaucoup d'artistes et musiciens, qu'il réunit à Bois-Préau. On y retrouve notamment le compositeur Jacques Fromental Halévy, qui a épousé sa cousine germaine, Léonie, ou Georges Bizet, gendre de Halévy après avoir épousé sa fille Geneviève. 
Il devient conseiller municipal de Rueil-Malmaison. 
Entre 1862 et 1876, il entretient également une abondante correspondance avec son amie George Sand, qui lui a été présentée par Alexandre Dumas. 
Converti au catholicisme, il fait sa première communion en la chapelle de l'archevêché, à l'âge de soixante-quinze ans.
Marié à Sophie Lopes Henriques de Saa (1802-1861), fille d'Isaac Lopes Henriques de Saa, négociant aux îles Saint-Thomas et membre du Grand Sanhédrin, et belle-sœur de Henry Vieyra Molina, il est le père de
- Cécile (1823-1877), épouse du baron Gustave d'Eichthal
- Anne-Mathilde (1824-1884), épouse d'Ernest Goüin
- Marie (1826-1926), épouse de Henry Genuyt de Beaulieu (petit-fils de Georges de Genuyt
- Thérèse (1839-1888), épouse de Paul Roland-Gosselin et mère de Jean Roland-Gosselin.